# دم‌چتری شمالی

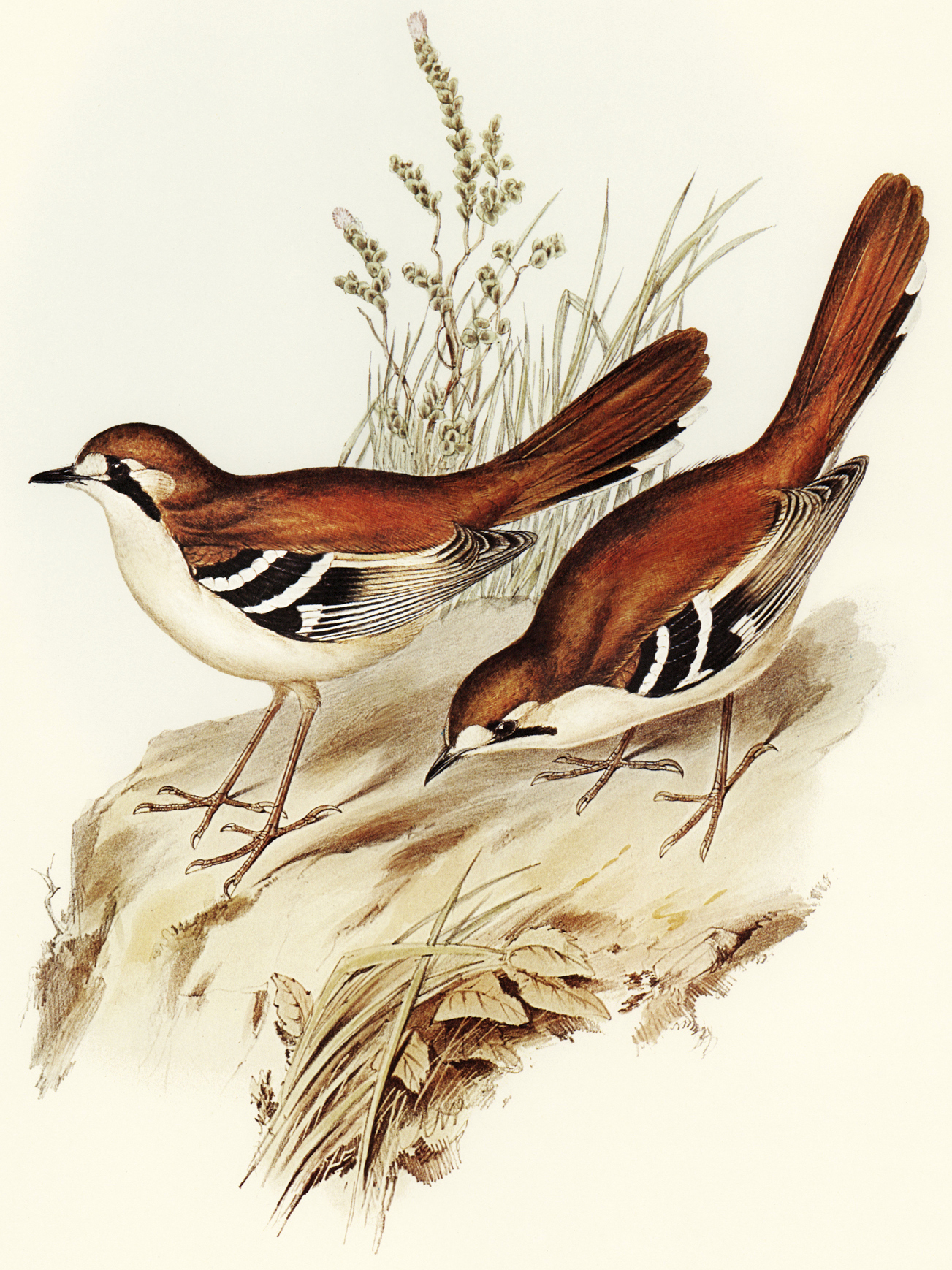
پرنده دم چتری شمالی

دم‌چتری شمالی (نام علمی: Drymodes superciliaris) نام یک گونه از سرده دم‌چتری‌های استرالیایی است.